# 출동! 러쉬맨
출동! 러쉬맨은 타츠노코 프로덕션이 제작한 TV 애니메이션 시리즈이다. 1983년 1월 9일부터 1983년 12월 24일까지 후지 TV에서 총 50화로 방영되었다.
대한민국에서는 1993년 5월 10일부터 1993년 10월 10일까지 MBC를 통해 방영되었다.

## 줄거리
완전한 기억 상실로 고통받는 러쉬맨은 곧 루도비치가 이끄는 최고의 범죄 조직인 네크림의 군대와 같은 세력에 쫓기고 있음을 알게된다. 

## 등장인물
- 우라시마 류 (러쉬맨)
- 클로드
- 소피아
- 곤도 국장
- 루드비히
- 미레느
- 치란타 훈타
- 스팅커 울프
- 퓔러 충통

## 한국판 성우진 (MBC)
- 김도현 - 러쉬맨
- 이인성 - 클로드
- 성유진 - 소피아
- 한상혁 - 쿼드
- 김관철 - 루드비히
- 최성우 - 미레느
- 박영화
- 정미연
- 이윤연
- 정승현
- 김영훈
- 황윤걸
- 김명수
- 조예신

## 방영목록
제1화 갑자기 2050년
제2화 귀여운 형사 탄생
제3화 사라진 시간
제4화 비틀을 추적하라
제5화 디스코의 여왕
제6화 미녀는 상어를 좋아해
제7화 사랑의 돈다발
제8화 달의 발자국
제9화 어제의 친구 오늘의 적
제10화 에베레스트
제11화 남쪽섬의 눈보라
제12화 하늘을 나는 붉은 천사
제13화 과거에 박힌 가시
제14화 미아의 초능력
제15화 카메라에 찍힌 마음
제16화 살인청부업자
제17화 미래세계의 우정
제18화 유리창에 쓴 엄마
제19화 티파니의 인어공주
제20화 풀러와의 조우
제21화 뒤바뀐 성격
제22화 경위의 결의
제23화 과학자 구출작전
제24화 데스게임
제25화 전설의 빅세러데이
제26화 지옥행 열차
제27화 최후의 전설
제28화 지명수배
제29화 에너지 증폭장치
제30화 황야의 보안관
제31화 지명수배 된 러쉬맨
제32화 트릭 1983
제33화 휴러총통의 실체
제34화 반역의 멜로디
제35화 플러의 유산
제36화 루트비히의 함정
제37화 변신!더티 류
제38화 금고를 향해 달려라
제39화 암흑가의 결투
제40화 플러의 역습
제41화 아마존의 7인
제42화 안녕 클로드
제43화 영광의 루트비히
제44화 환상의 초능력
제45화 공포의 자객
제46화 네클레임의 총공격(최종회)